# Качанівка (Тернопільський район)
Кача́нівка — село в Україні, у Підволочиській селищній громаді Тернопільського району Тернопільської області. Розташоване на сході району.
До 2015 року було центром Качанівської сільської ради. Від вересня 2015 року ввійшло до складу Підволочиської селищної громади.
Населення — 1303 особи (2001).

## Історія
Поблизу села виявлено археологічні пам'ятки трипільської культури, поховання доби ранньої бронзи та курганне поховання ранньоскіфського часу.
Перша писемна згадка — 1546 р.
До 1939 року діяли філія товариства «Просвіта» та інші українські товариства.
У 1944 - 1946 рр. село зачепила операція по "обміну населенням" між урядами комуністичної Польщі та УРСР, внаслідок якої суттєво змінився національний склад: прибуло 413 родин  українців із  "закерзоння" та залишили Качанівку близько 500 родин поляків. На 1939 р. у Качанівці було 719 (номерів) будинків, в яких мешкало 3730 жителів, з яких 860 - українці, 2850 - поляки, 20 - євреї.
12 червня 2020 року, відповідно до розпорядження Кабінету Міністрів України  № 724-р «Про визначення адміністративних центрів та затвердження територій територіальних громад Тернопільської області», увійшло до складу Підволочиської селищної громади.
19 липня 2020 року, в результаті адміністративно-територіальної реформи та ліквідації Підволочиського району, село увійшло до складу новоствореного Тернопільського району.

## Релігія
- церква святого архистратига Михаїла (1863; мурована, ПЦУ та УГКЦ);
- костел святого архангела Михаїла (1795).

## Пам'ятки
Споруджено пам'ятник полеглим у німецько-радянській війні воїнам-односельцям (1974), встановлено пам'ятний хрест на честь скасування панщини, насипана символічна могила УСС (1990).

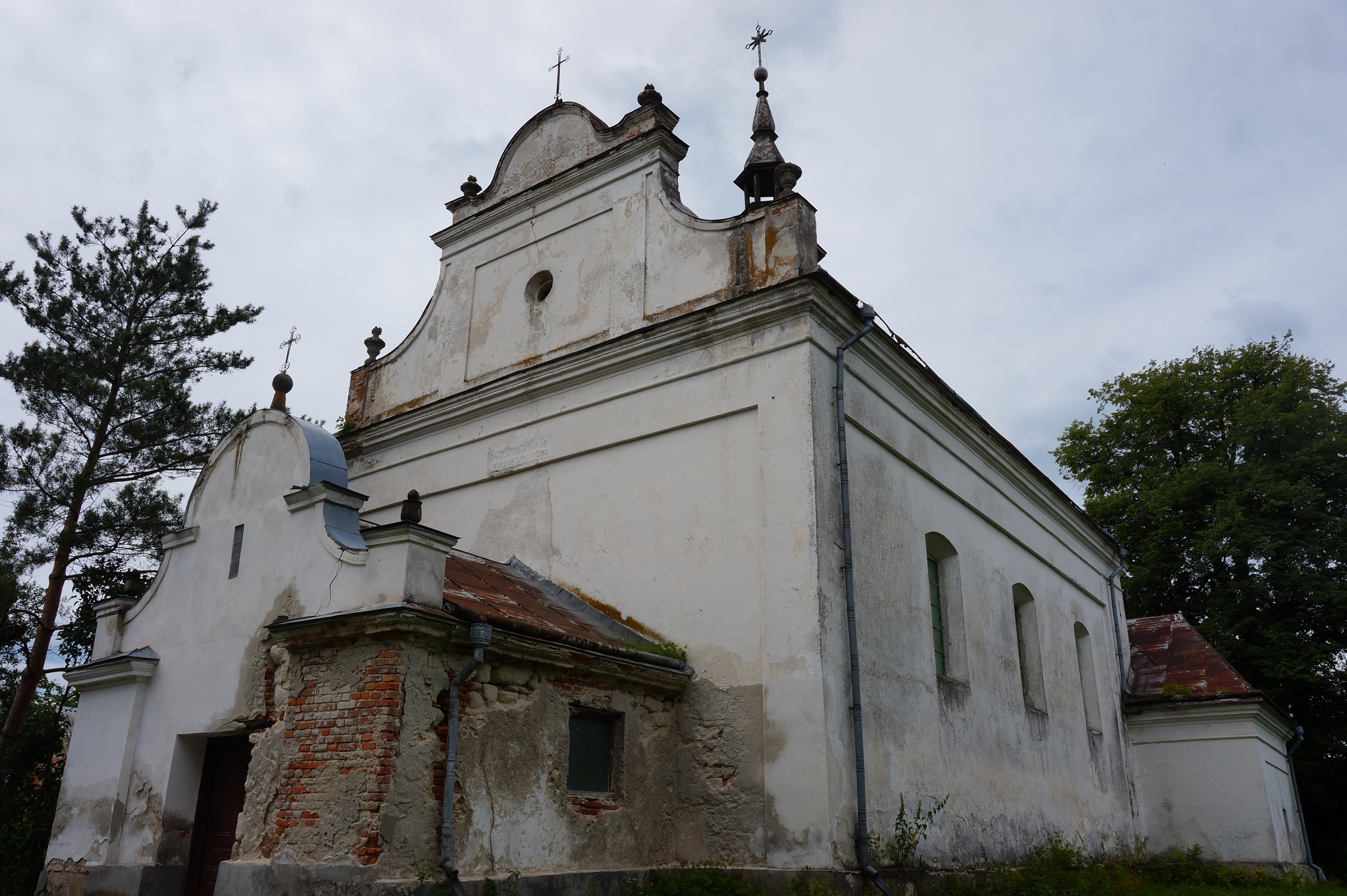
Качанівка, костел 1795
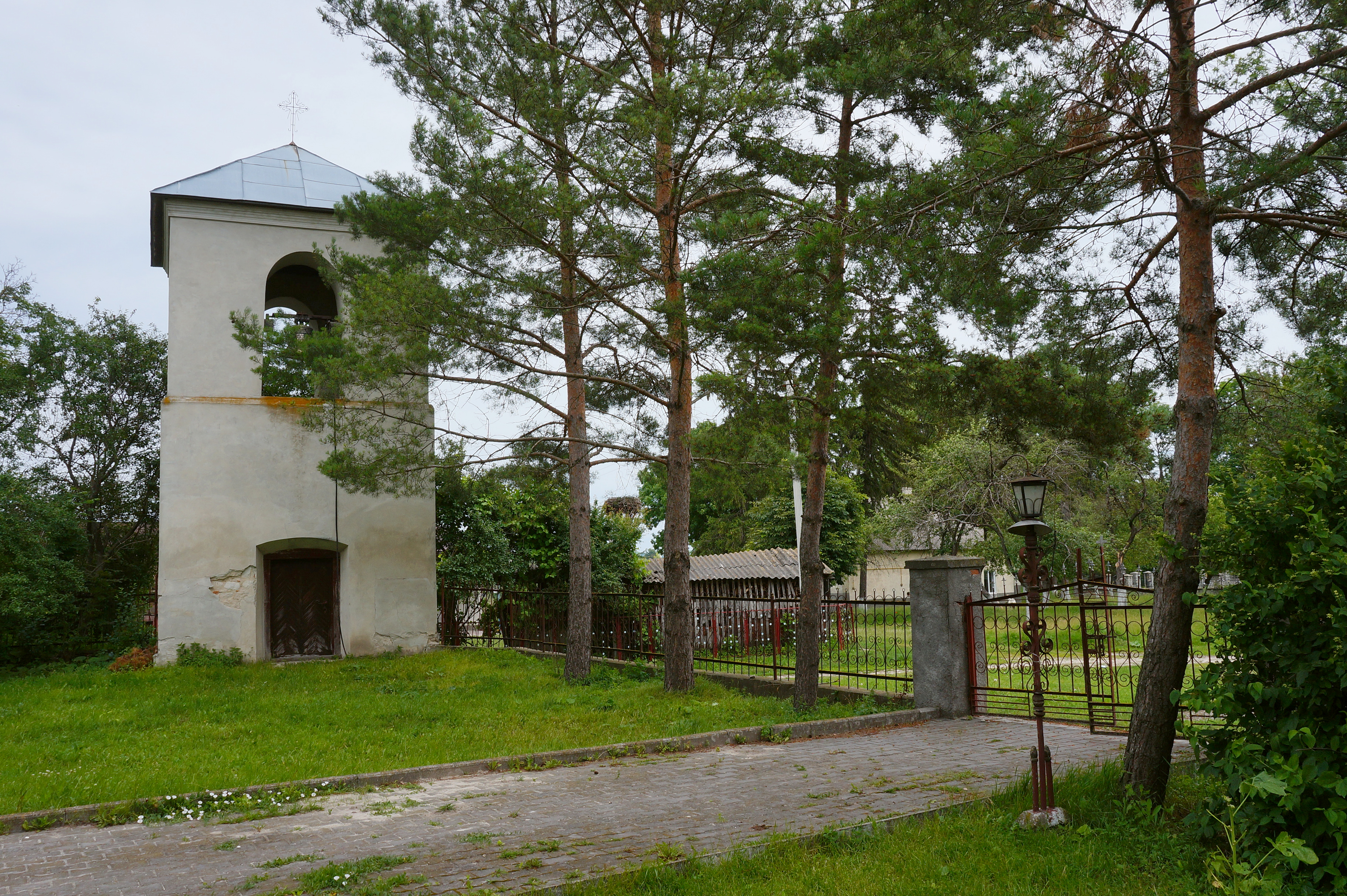
дзвіниця костелу
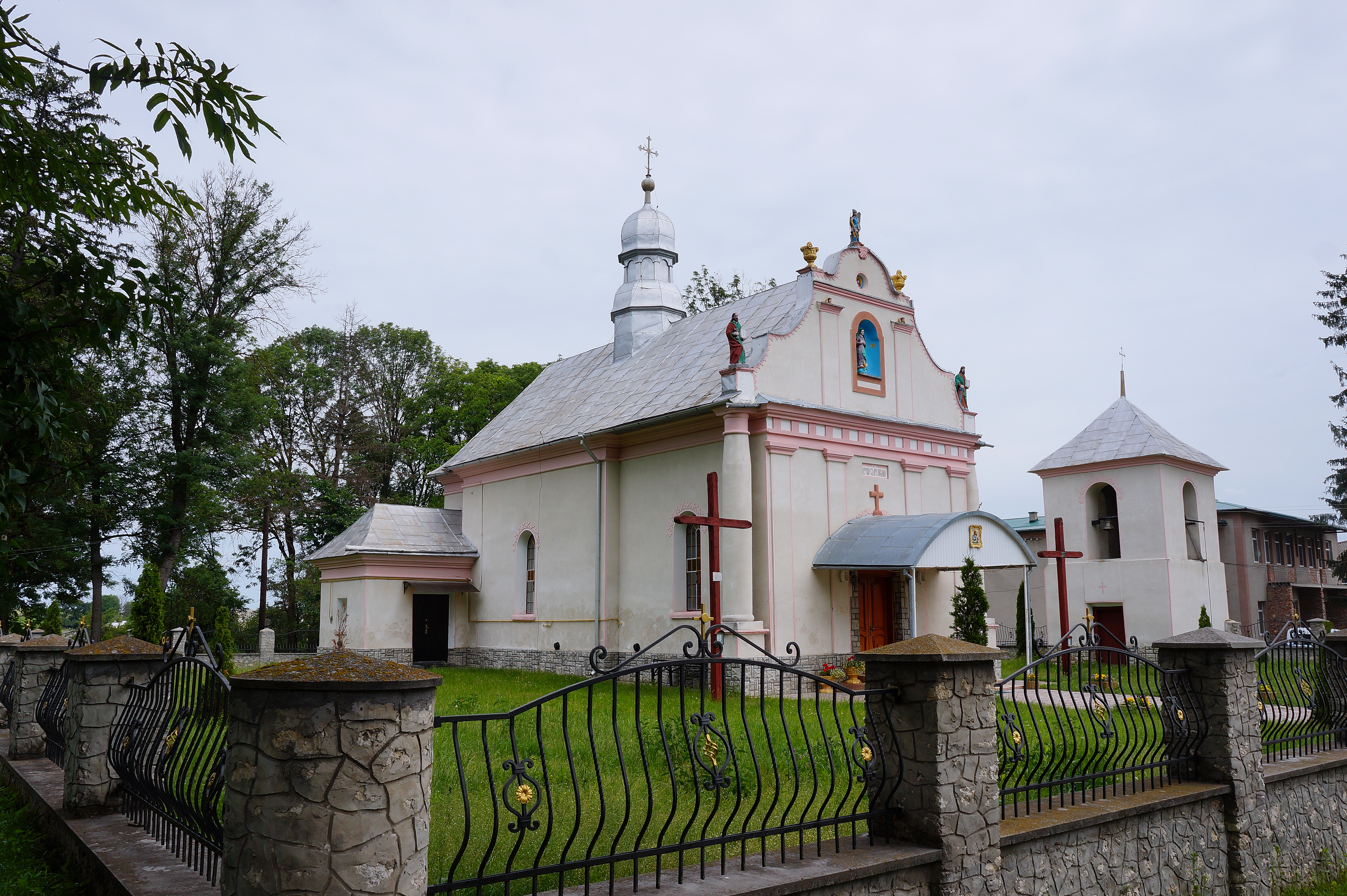
Церква Архистратига Михаїла
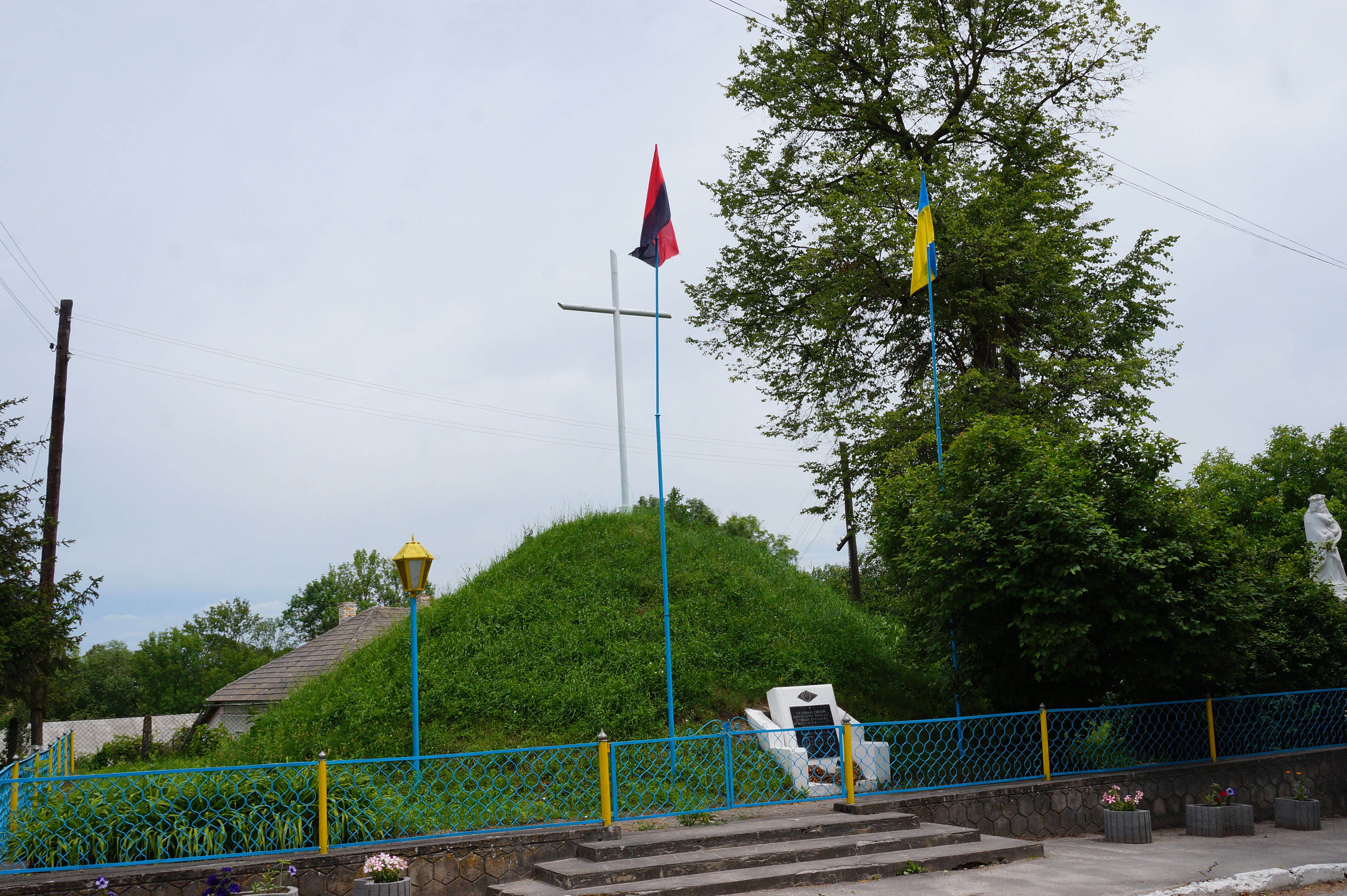
курган УСС
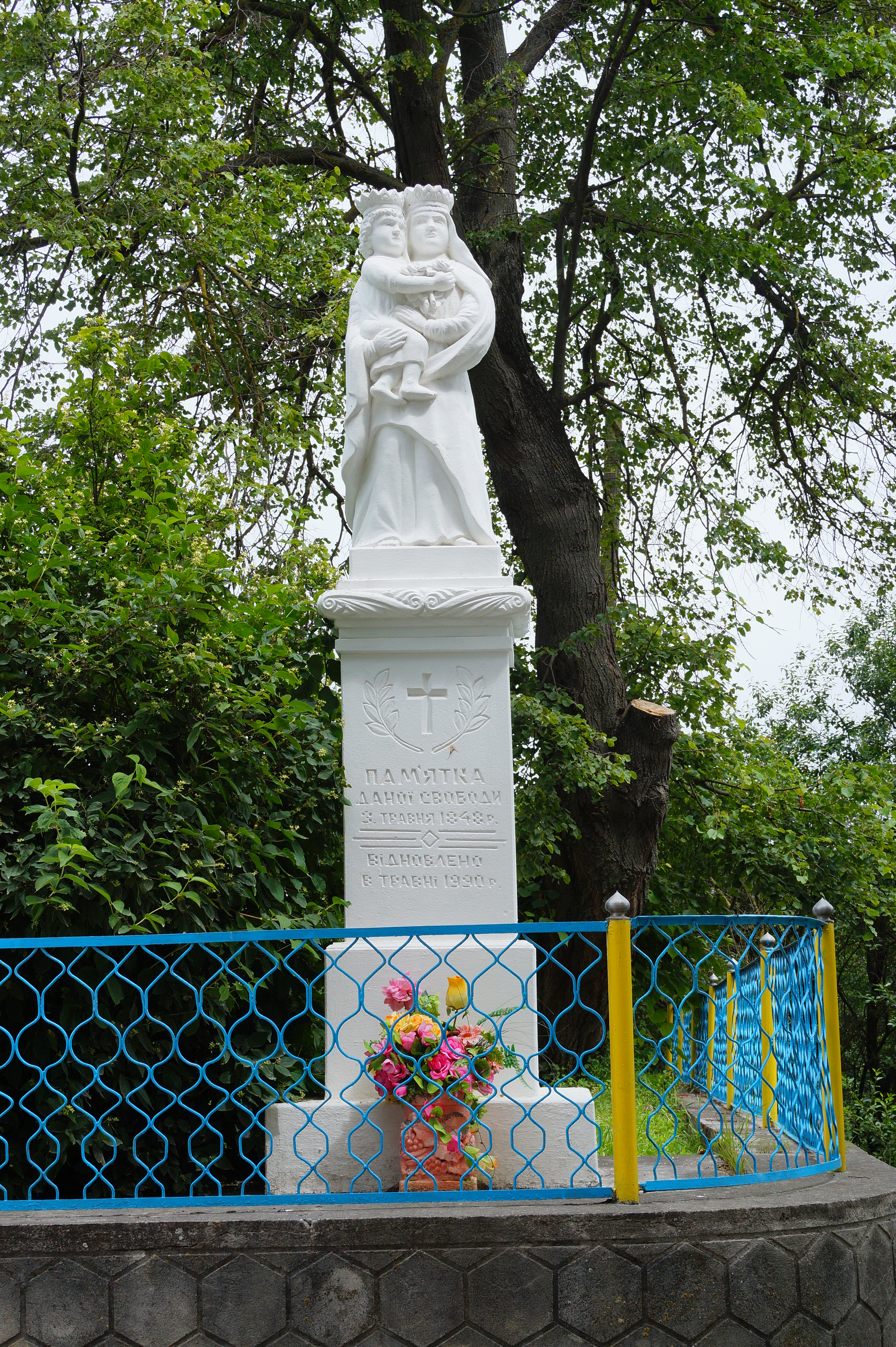
Пам'ятка даної свободи
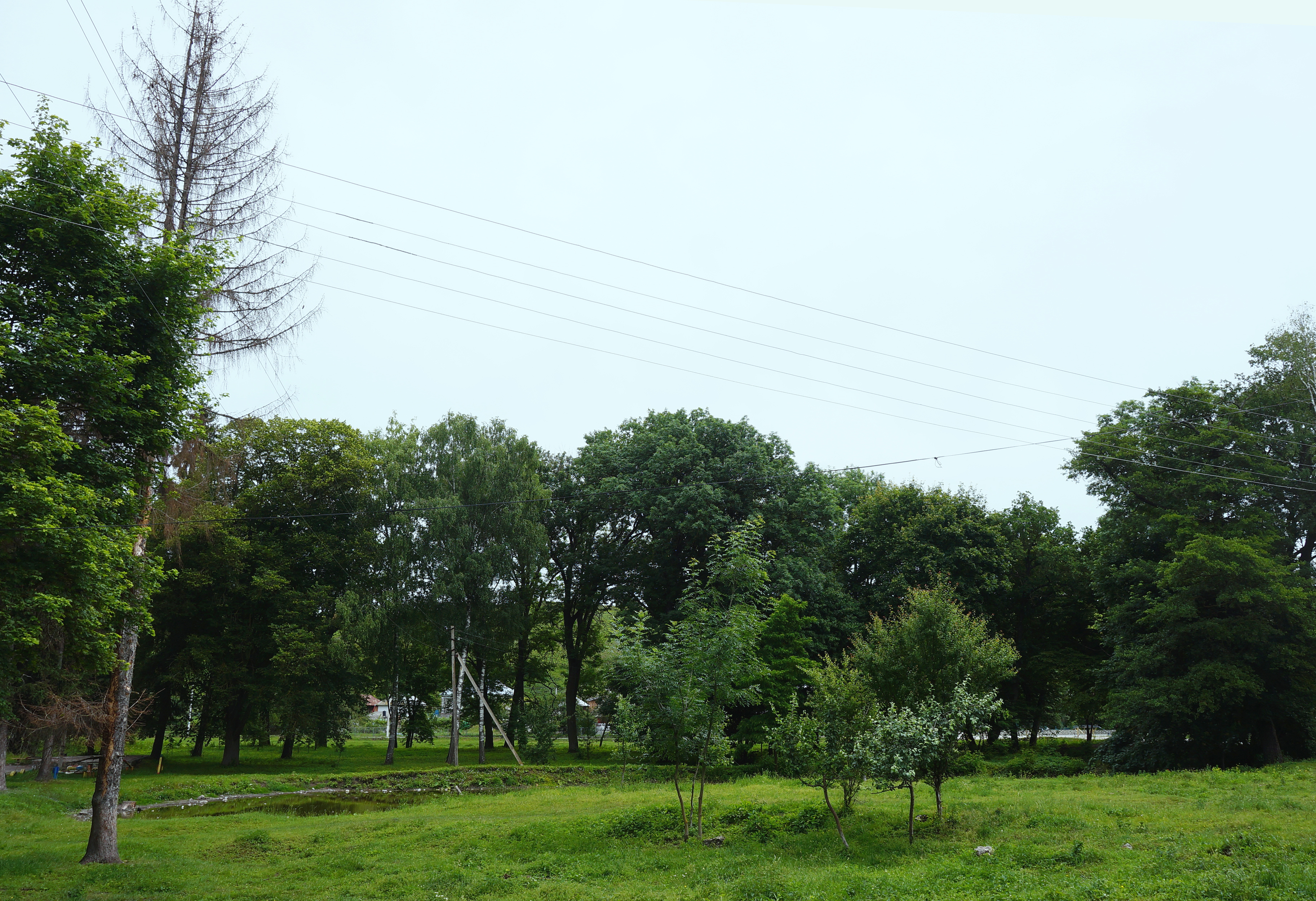
парк садиби Ярузельських
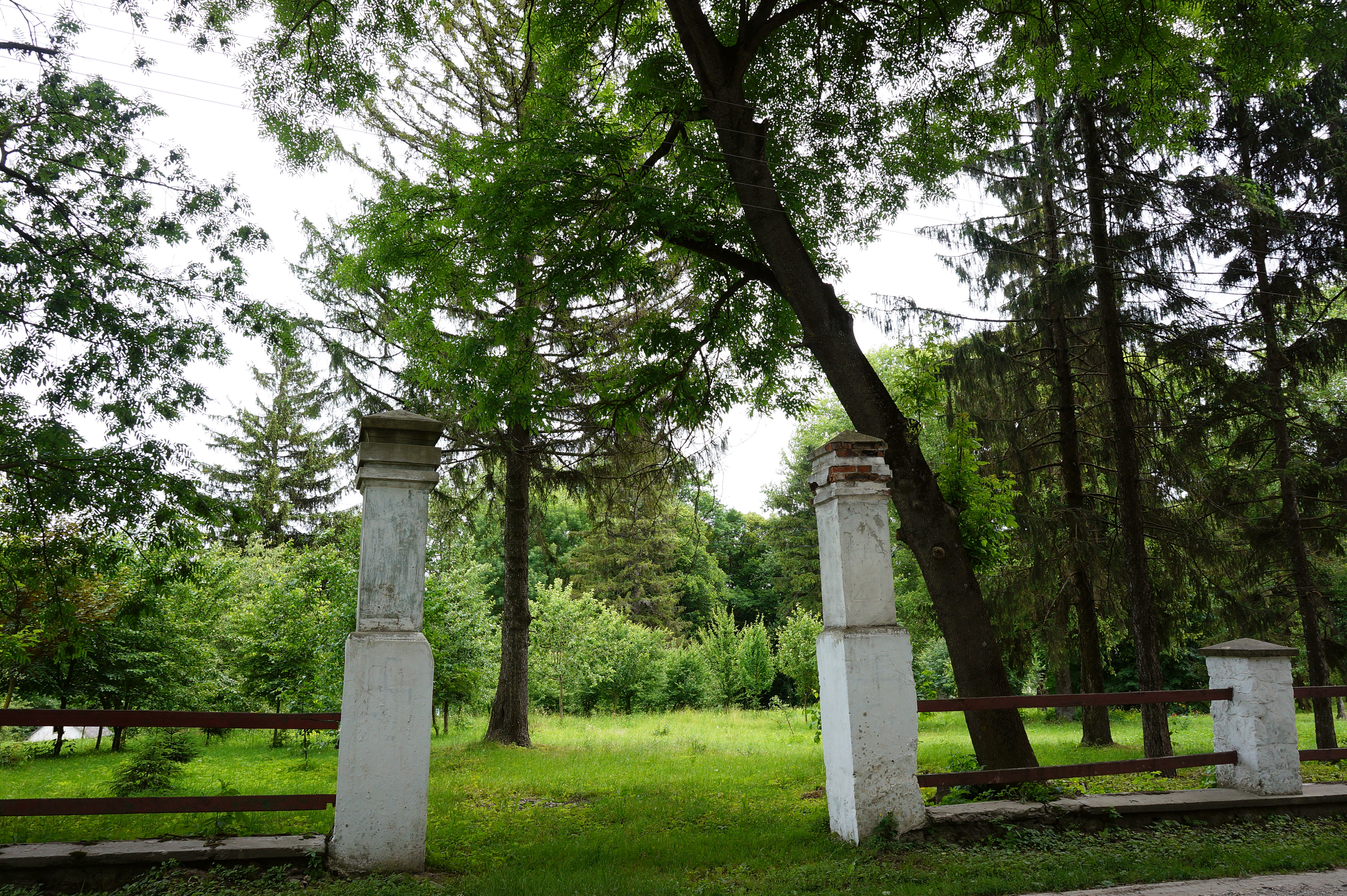
огорожа парку Ярузельських
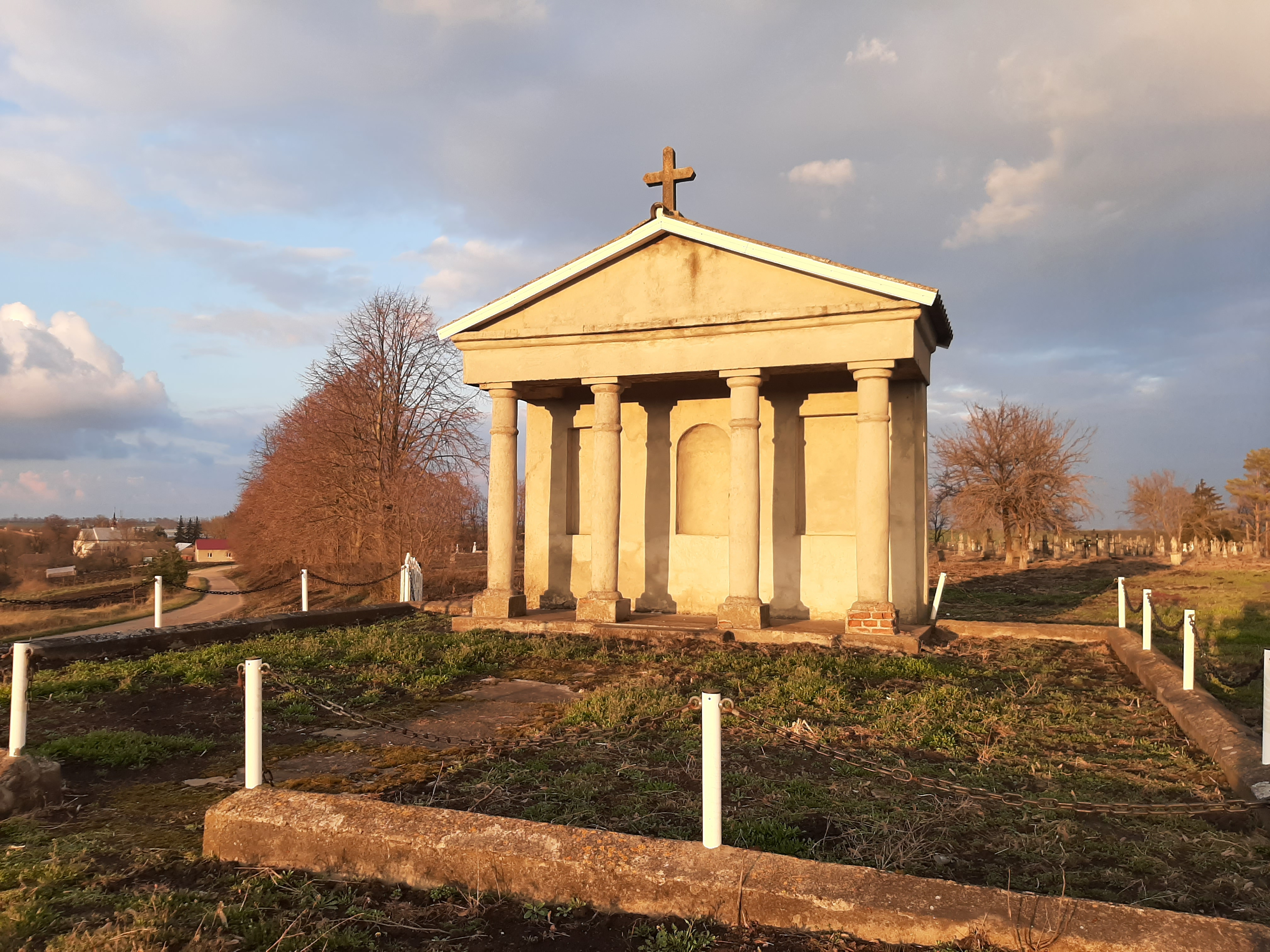
Гробовець родини Ярузельських
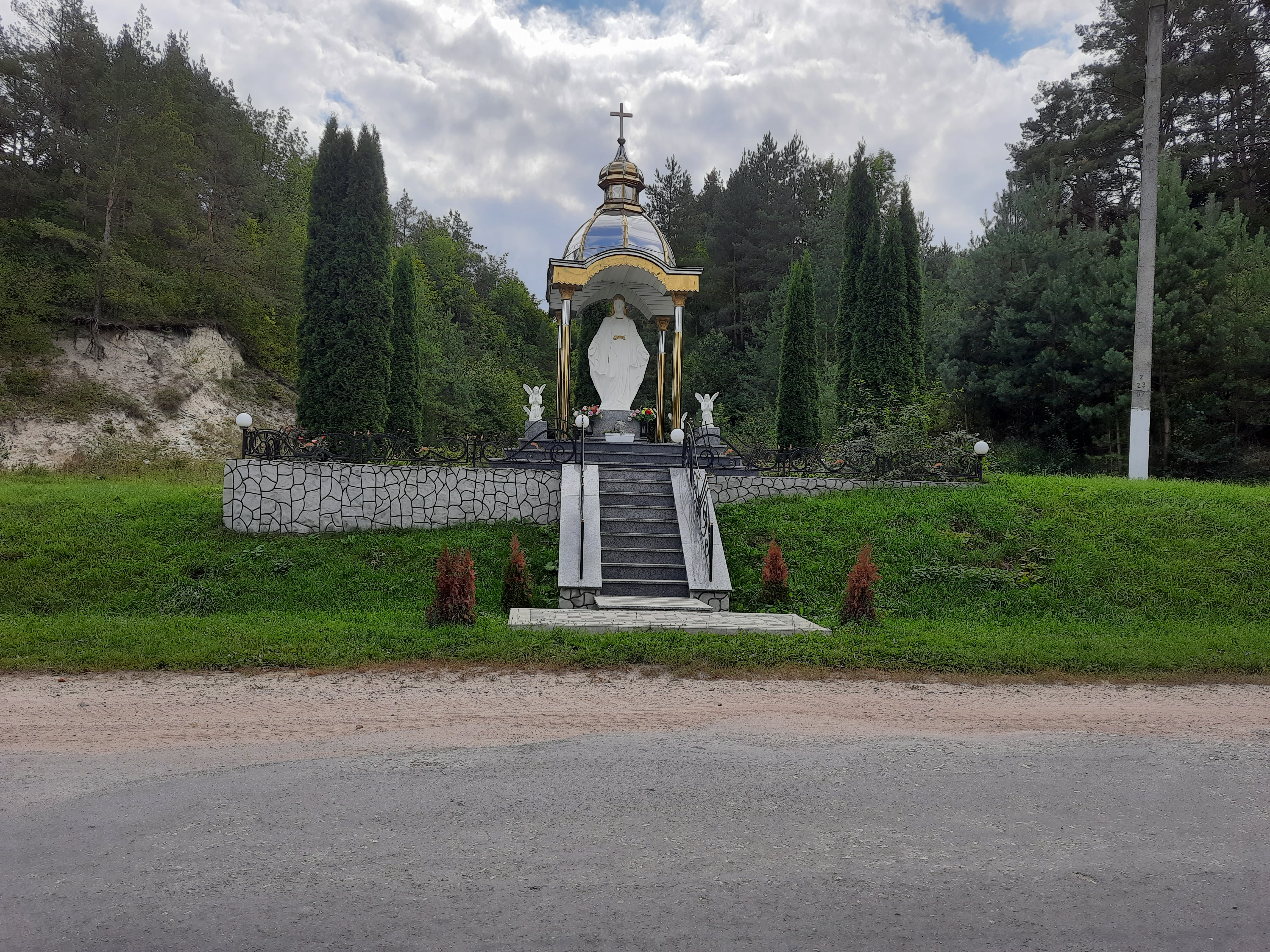
Статуя Божої Матері
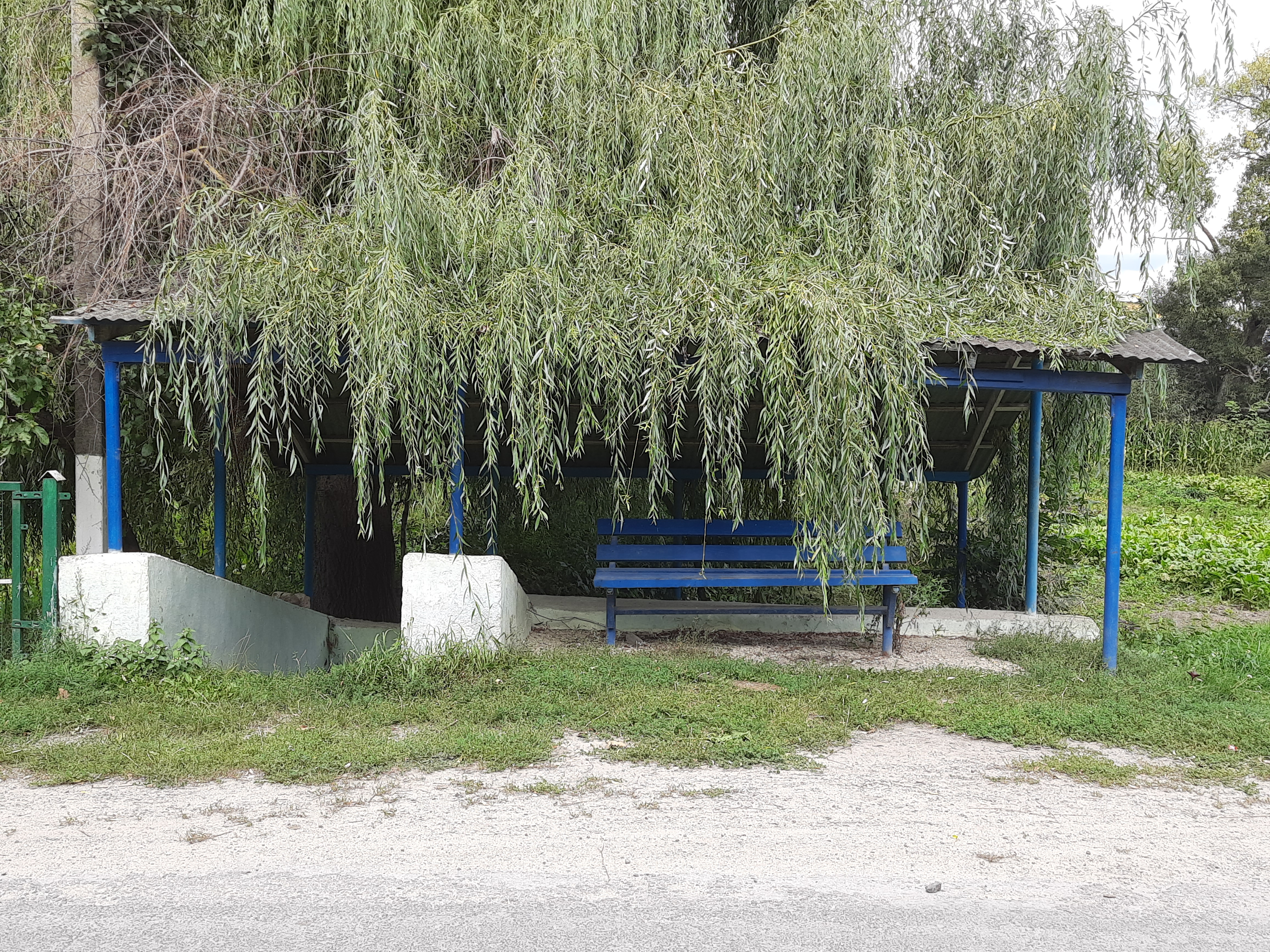
Джерело "Поташня"

## Соціальна сфера

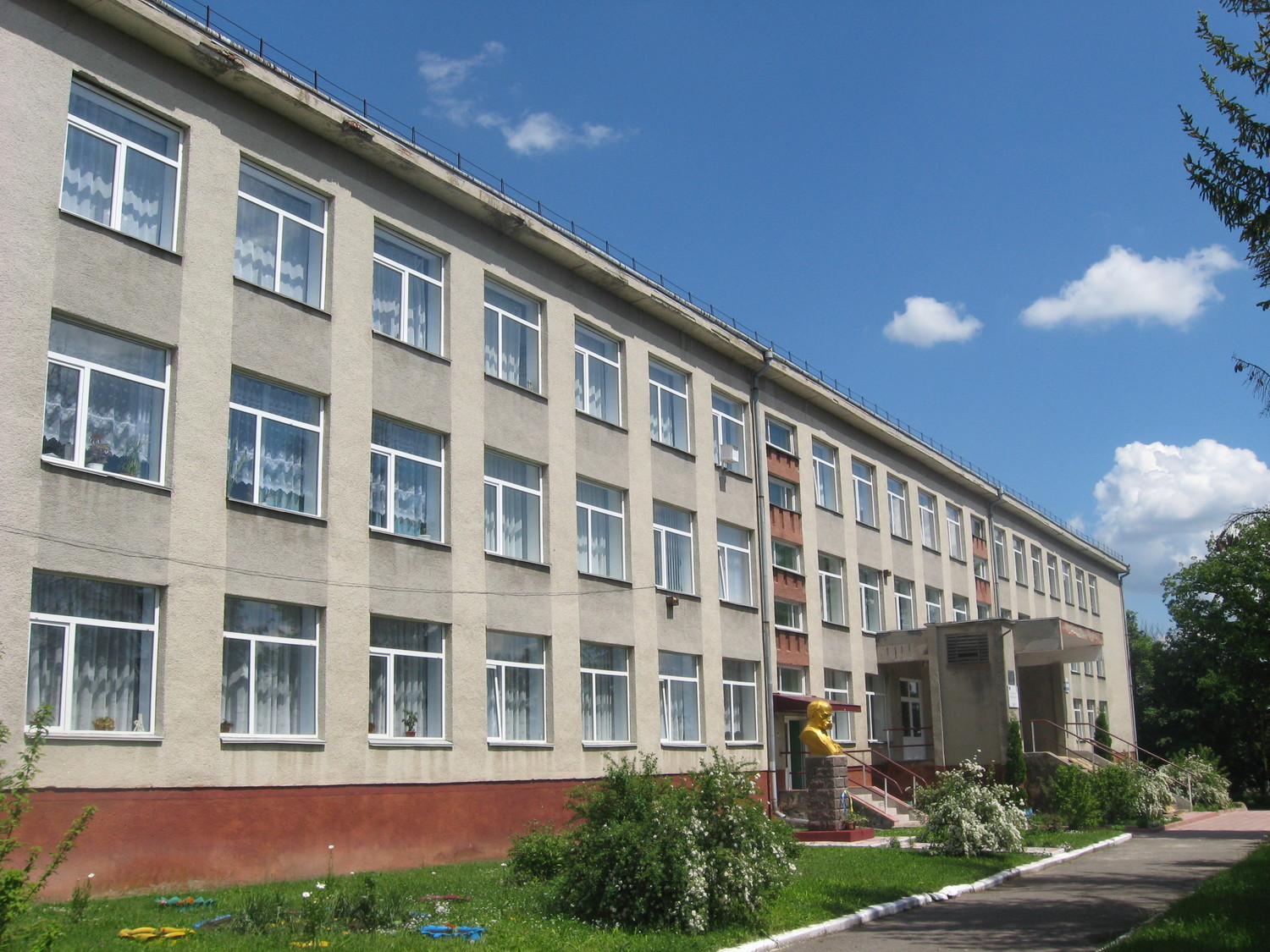
Нове приміщення Качанівської ЗОШ І-ІІІ ступенів введено в експлуатацію 01.09.1982 р.

Діють Качанівська загальноосвітня школа І-ІІІ ступенів, Будинок культури, бібліотека, аптека (амбулаторія), відділення зв'язку, сільськогосподарське підприємство «Агро-Рось», с/г підприємство "Терра", ФОП Гавришко А.П..

## Відомі люди

### Працюють
Самсоненко О.Ф., депутат Тернопільської обласної ради V та VI скликань, керівник ТОВ "Агро-Рось".

### Народилися
- Казимир Жеглень — винахідник тканинного бронежилету.
- Євген Йосипович Левицький — український громадсько-політичний діяч, публіцист, депутат австрійського райхсрату.
- Господарник В. Денис [7],
- о. Микола Шаварин — український священник, теолог, публіцист, релігійний діяч [8].
- Поет Віктор Муц[9].
- Фізик Романюк М.О.[10].
- Заслужений винахідник України Козіброда Я.І.[11].
- Механік Богдан Пальчевський.
- учасник АТО Віталій Марчак.
- учасник російсько-української війни Павлище Андрій [12].

### Мешкали
1899—1900 роки — громадсько-політичний діяч, композитор отець Остап Нижанківський. 
1898  та 1913 рр. тут перебував Іван Франко.
1967 р. закінчила Качанівську середню школу Садовська Галина Дмитрівна - заслужена журналістка України .

### Репресовані та реабілітовані
Будник Й.С., Гавришко Г.С.,Гавришко С.Г.,Головко Т.М.,Гузів Й.Р.,Гуралечко П.І.,Качан М.Г.,Кравчук-Загорська О.Й.,Крупа Г.М., Крупа М.І.,
Мазур П.К.,Осовський П.Б.,Парипа Г.І.,Стойко Г.Г.,Туркот Ю.М.,Чайківська С.М.,Шаварин Є.М.,Шаварин М.М.,Шаварин М.Й..